# JATO

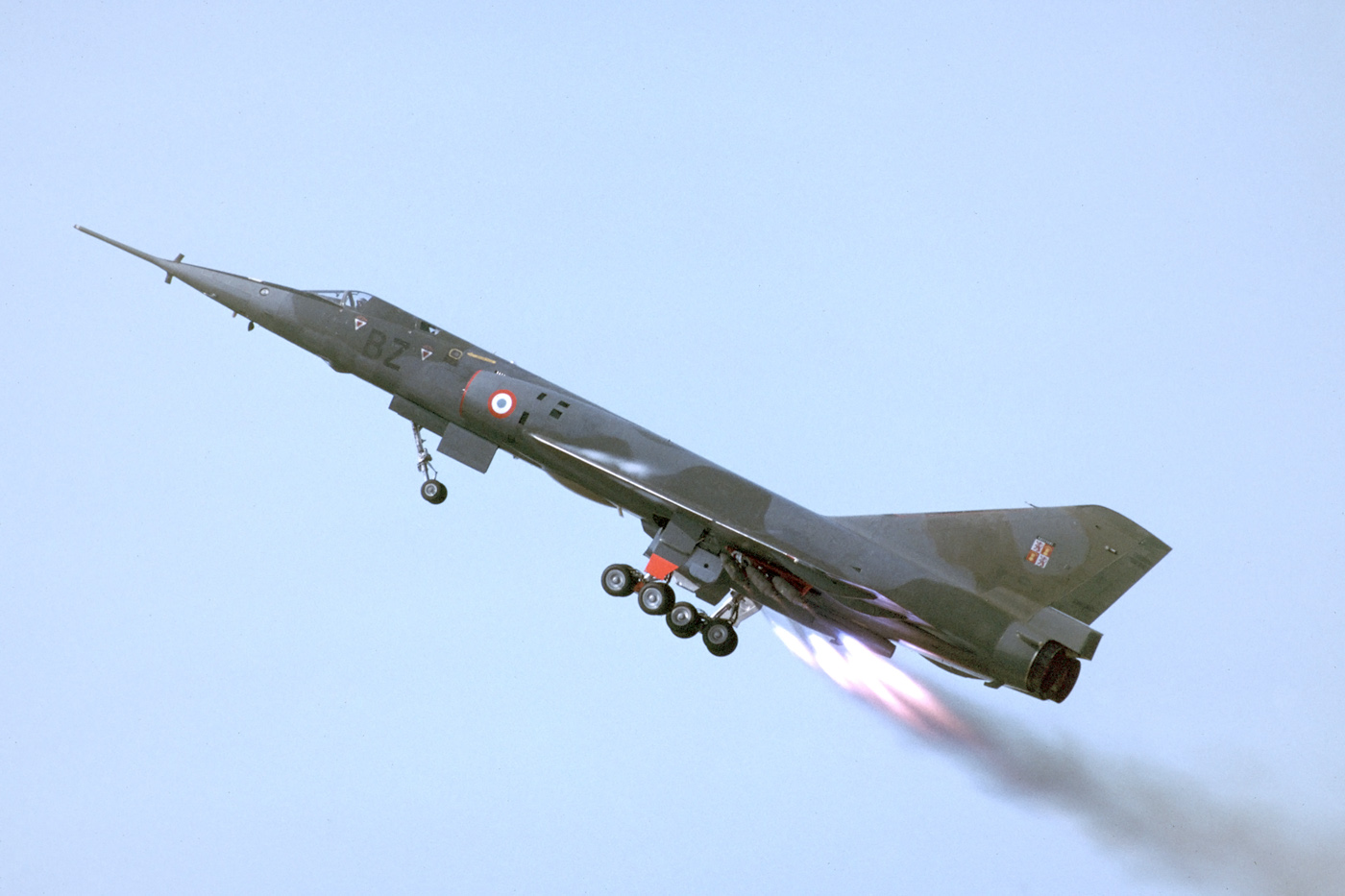
Start samolotu Dassault Mirage IV przy użyciu JATO

JATO – akronim od angielskiego Jet Assisted Take Off używany w lotnictwie zamiennie z RATO (Rocket Assisted Take Off) do określania sposobu startu przeładowanego samolotu z pomocą systemu małych dodatkowych silników rakietowych wspomagających ciąg głównych jednostek napędowych.
Pierwsze eksperymenty z użyciem rakiet pomocniczych do startu szybowców miały miejsce w Niemczech w latach dwudziestych, ale praktycznie system ten został użyty przez RAF na początku II wojny światowej. Używano wtedy dużych rakiet na paliwo stałe do wystrzeliwania samolotów myśliwskich (przeważnie Hawker Hurricane) z ramp startowych przytwierdzanych do dziobów statków handlowych w celu zapewnienia ochrony powietrznej konwoju i zestrzeliwania niemieckich samolotów obserwacyjnych. Po wystrzeleniu i spełnieniu przez niego misji samolot wodował i tonął, a pilot lądował na spadochronie do wody i był podejmowany przez jeden z okrętów eskorty.
Także Luftwaffe używała tej techniki do skrócenia startu małych bombowców z lotnisk o pasach startowych krótszych niż to było konieczne do startu bez wspomagania. Był to częsty sposób startu w późniejszym stadium wojny, gdy lotniska niemieckie były nękane bombardowaniami, przez co pasy startowe nie zawsze nadawały się do użytku na całej ich długości. Typowym systemem niemieckim z tych czasów były rakiety Walter HWK 500 Starthilfe (niem. wspomaganie startu) napędzane nadtlenkiem wodoru. Miały one spadochron przymocowany do dziobu, pozwalający na powtórne użycie systemu. Inne niemieckie doświadczenia z systemem JATO miały na celu wystrzeliwanie samolotów przechwytujących takich jak Messerschmitt Me 262, aby skrócić czas potrzebny da zaatakowania bombowców nieprzyjaciela. Podobne eksperymenty przeprowadzano w latach 50. XX wieku w Związku Radzieckim wystrzeliwując zmodyfikowane myśliwce MiG-19 oznaczone jako SM-30, z wyrzutni z użyciem przyspieszaczy rakietowych.
Po II wojnie światowej używano systemu JATO do wspomagania niedoskonałych jeszcze silników odrzutowych, jednak wraz z ich rozwojem i wzrostem mocy praktycznie zarzucono stosowanie rakiet. Bardzo rzadko znajdują one zastosowanie w czasach obecnych jeśli zachodzi konieczność startu przeładowanego samolotu z krótkiego pasa startowego.
Grupa akrobatyczna Marynarki Wojennej Stanów Zjednoczonych Blue Angels używa w swoich pokazach samolotu C-130 Hercules Fat Albert, który zwykle rozpoczyna pokaz grupy skróconym do mniej niż 500 metrów startem wspomaganym rakietami.